# Emilia-Romagna Open 2022
Emilia-Romagna Open 2022 là một giải quần vợt chuyên nghiệp thi đấu trên mặt sân đất nện ở Parma, Ý. Giải đấu là một phần của ATP Challenger Tour 125 trong ATP Challenger Tour 2022 và WTA 250 trong WTA Tour 2022. Giải đấu diễn ra từ ngày 13 đến ngày 19 tháng 6 ở giải đấu nam, và từ ngày 26 tháng 9 đến ngày 1 tháng 10 ở giải đấu nữ.
Đây là một trong sáu giải đấu cấp độ WTA 250 được tổ chức vào tháng 9 và tháng 10 năm 2022 do các giải quần vợt ở Trung Quốc trong năm 2022 bị hủy vì đại dịch COVID-19, cũng như do lo ngại về an ninh và sức khỏe của cựu vận động viên quần vợt WTA Peng Shuai sau cáo buộc cô bị lạm dụng tình dục bởi một thành viên cấp cao của chính phủ Trung Quốc.

## Nội dung đơn nam

### Hạt giống
| Quốc gia | Tay vợt                 | Xếp hạng1 | Hạt giống |
| -------- | ----------------------- | --------- | --------- |
| ARG      | Federico Coria          | 65        | 1         |
| SRB      | Dušan Lajović           | 69        | 2         |
| BOL      | Hugo Dellien            | 85        | 3         |
| ARG      | Tomás Martín Etcheverry | 90        | 4         |
| ESP      | Carlos Taberner         | 91        | 5         |
| ESP      | Roberto Carballés Baena | 94        | 6         |
| ESP      | Bernabé Zapata Miralles | 97        | 7         |
| BRA      | Thiago Monteiro         | 99        | 8         |

- 1 Bảng xếp hạng vào ngày 6 tháng 6 năm 2022.[3]

### Vận động viên khác
Đặc cách:
- Borna Ćorić
- Francesco Passaro
- Giulio Zeppieri

Miễn đặc biệt:
- Riccardo Bonadio

Thay thế:
- Andrea Arnaboldi

Vượt qua vòng loại:
- João Domingues
- Michael Geerts
- David Ionel
- Jozef Kovalík
- Nicolas Moreno de Alboran
- Oriol Roca Batalla

Thua cuộc may mắn:
- Andrej Martin

## Nội dung đơn nữ

### Hạt giống
| Quốc gia | Tay vợt             | Xếp hạng† | Hạt giống |
| -------- | ------------------- | --------- | --------- |
| GRE      | Maria Sakkari       | 6         | 1         |
| ITA      | Martina Trevisan    | 27        | 2         |
| ROU      | Irina-Camelia Begu  | 33        | 3         |
| USA      | Sloane Stephens     | 50        | 4         |
| HUN      | Anna Bondár         | 52        | 5         |
| ROU      | Ana Bogdan          | 54        | 6         |
| ESP      | Nuria Párrizas Díaz | 61        | 7         |
| ITA      | Lucia Bronzetti     | 63        | 8         |

† Bảng xếp hạng vào ngày 19 tháng 9 năm 2022.

### Vận động viên khác
Đặc cách:
- Sara Errani
- Matilde Paoletti
- Maria Sakkari

Vượt qua vòng loại:
- Erika Andreeva
- Kateryna Baindl
- Réka Luca Jani
- Jule Niemeier
- Anna Karolína Schmiedlová
- Simona Waltert

Thua cuộc may mắn: 
- Gabriela Lee

### Rút lui
Trước giải đấu
- Alizé Cornet → thay thế bởi  Elisabetta Cocciaretto
- Varvara Gracheva → thay thế bởi  Gabriela Lee
- Kaja Juvan → thay thế bởi  Arantxa Rus
- Anna Kalinskaya → thay thế bởi  Maryna Zanevska
- Tatjana Maria → thay thế bởi  Laura Pigossi
- Yulia Putintseva → thay thế bởi  Océane Dodin
- Liudmila Samsonova → thay thế bởi  Viktoriya Tomova

## Nội dung đôi nữ

### Hạt giống
| Quốc gia | Tay vợt           | Quốc gia | Tay vợt              | Xếp hạng1 | Hạt giống |
| -------- | ----------------- | -------- | -------------------- | --------- | --------- |
| HUN      | Anna Bondár       | BEL      | Kimberley Zimmermann | 106       | 1         |
| USA      | Kaitlyn Christian | CHN      | Han Xinyun           | 133       | 2         |
| KAZ      | Anna Danilina     | CZE      | Jesika Malečková     | 173       | 3         |
| HUN      | Tímea Babos       | USA      | Angela Kulikov       | 188       | 4         |

- 1 Bảng xếp hạng vào ngày 19 tháng 9 năm 2022.

### Vận động viên khác
Đặc cách:
- Elisabetta Cocciaretto /  Matilde Paoletti
- Francesca Pace /  Federica Urgesi

### Rút lui
Trước giải đấu
- Kaitlyn Christian /  Lidziya Marozava → thay thế bởi  Kaitlyn Christian /  Han Xinyun
- Andrea Gámiz /  Eva Vedder → thay thế bởi  Alena Fomina-Klotz /  Oksana Selekhmeteva
- Jesika Malečková /  Raluca Olaru → thay thế bởi  Anna Danilina /  Jesika Malečková
- Alexandra Panova /  Katarzyna Piter → thay thế bởi  Emily Appleton /  Quinn Gleason

## Nhà vô địch

### Đơn nam
- Borna Ćorić đánh bại  Elias Ymer 7–6(7–4), 6–0.

### Đơn nữ
- Mayar Sherif đánh bại  Maria Sakkari 7–5, 6–3

### Đôi nam
- Luciano Darderi /  Fernando Romboli đánh bại  Denys Molchanov /  Igor Zelenay 6–2, 6–3.

### Đôi nữ
- Anastasia Dețiuc /  Miriam Kolodziejová đánh bại  Arantxa Rus /  Tamara Zidanšek 1–6, 6–3, [10–8]